# 무면허운전
무면허운전(無免許運轉, 영어: unlicensed driving, driving without a license)은 운전면허없이 운전하는 것으로 대부분의 국가에서 범죄에 해당한다.

## 대한민국
면허를 취득한 후 면허증을 단순 미소지하고 운전하는 것은 처벌받지 않는다.

### 도로교통법위반(무면허운전)죄

#### 무면허운전의 죄수
- 어느 날에 운전을 시작하여 다음날까지 동일한 기회에 일련의 과정에서 계속 운전을 한 경우 등 특별한 경우를 제외하고는 운전한 날마다 무면허운전으로 인한 도로교법위반의 일죄가 성립한다.[2] 자동차운전면허 없이 음주운전을 한 경우에는 1개의 차량운전행위이므로 무면허운전 및 음주운전으로 인한 각 도로교통법위반죄의 상상적 경합범이 된다.
- 무면허운전으로 인한 도로교통법위반죄에 있어서는 어느 날에 운전을 시작하여 다음날까지 동일한 기회에 일련의 과정에서 계속 운전을 한 경우 등 특별한 경우를 제외하고는 사회통념상 운전한 날을 기준으로 운전한 날마다 1개의 운전행위가 있다고 보는 것이 상당하므로 운전한 날마다 무면허운전으로 인한 도로교통법위반의 1죄가 성립한다고 보아야 할 것이고, 비록 계속적으로 무면허운전을 할 의사를 가지고 여러 날에 걸쳐 무면허운전행위를 반복하였다 하더라도 이를 포괄하여 일죄로 볼 수는 없다.[3]

## 참고문헌
- 편집위원회. "보험계약에 있어서 무면허운전 면책약관의 효력." 法政論叢 35.- (2000): 180-195.

## 같이 보기
- 음주운전
- 도로교통법